# The Sinking Ships
À ne pas confondre avec le groupe punk américain Sinking Ships (en).
 (novembre 2020).
The Sinking Ships est un groupe de post-punk et new wave britannique, originaire de Wragby, dans le Lincolnshire. Le groupe a été formé en 1979 par des ex-membres des groupes Berlin et Stress et a été dissous en 1981. Il a gagné en notoriété à la fin des années 2010 après qu'on a associé leur single Strangers à la Chanson la plus mystérieuse d'Internet.

## Biographie
Le groupe est formé en automne 1979 par les ex-membres du groupe Berlin Simon Brighton et Terry Welbourn avec les ex-membres de Stress Colin Hopkirk et Nick Green. En 1980, les quatre enregistrent deux pistes pour une compilation locale de New Wave, nommée Household Shocks. Peu après l'enregistrement, Hopkirk quitte le groupe et Welbourn prend donc sa place tout en restant bassiste. Ils continuent à jouer localement et se font une réputation pour reprendre des chansons de groupes indie comme The Psychedelic Furs, Mo-dettes (en) ou Spizzenergi (en). Au printemps de 1980, ils enregistrent un single double avec les chansons The Cinema Clock et Strangers. Ils reçoivent alors des critiques plutôt favorables, étant même mentionnés sur l'émission de John Peel sur BBC Radio 1. 
Le groupe regarnit alors ses rangs en ajoutant un saxophoniste, un claviériste et un joueur de synthétiseur. Le choix s'avère être très négatif pour le groupe, qui perd en popularité, à part pour quelques apparitions en direct à Londres. Vers la fin de 1980, ils planifient la sortie d'un nouvel album, qui ne voient finalement pas le jour. Le groupe redescend de six à trois membres. ils essaient de regagner leur popularité avec leur single double Dream et After the Rain - Live avec le label Recession, sorti en avril 1981, mais ne réussissent pas, le public étant plus intéressés vers les nouveaux genres musicaux. Le groupe est donc dissous, mais Terry reste à Wragby et continue à jouer sous le nom de Sinking Ships.

## Postérité
Les chansons Weight Loss et 3rd World sont présentes sur une compilation de Dark Entries Records intitulée Household Shocks, sortie le 2 mai 2016 aux États-Unis.
Le 23 juin 2019, le groupe Boards of Canada diffuse sur NTS Radio sa mixtape intitulée Societas x Tape, qui contient le morceau alors non identifié Strangers. Ce dernier suscite l'intérêt de nombreux internautes qui se lancent à la recherche de son nom. Il est identifié un peu plus d'un mois plus tard, notamment grâce à sa publication par un utilisateur de YouTube en 2010. En septembre 2019, NTS Radio joue The Cinema Clock et Strangers sur ses émissions Perfect Sound Forever et Perfect Lives w/ Bruno. Après identification du titre et du groupe, beaucoup d'internautes, estimant que la voix du vocaliste Terry Welbourn ressemblait grandement à celle du chanteur de la Chanson la plus mystérieuse d'Internet, l'ont interrogé pour savoir s'il était aussi l'auteur de ce morceau. Sa réponse fut négative.